# Asma Elghaoui
Asma Elghaoui (arabe : أسماء الغاوي), née le 29 août 1991 à Monastir, est une handballeuse tunisienne naturalisée hongroise. Elle mesure 1,74 m.

## Biographie
En 2012, elle est élue meilleure pivot du championnat d'Afrique des nations 2012.
Elle rejoint le HBC Nîmes à l'automne 2013 en tant que joker médical après la blessure de Priscilla Marchal.
Avec la sélection tunisienne, elle remporte le championnat d'Afrique des nations 2014.
Un an plus tard, elle s'engage avec le Dinamo Volgograd. Elle y découvre la Ligue des champions où elle inscrit 33 buts et atteint les demi-finales.
Après une saison en Russie, elle rejoint le club hongrois de Siófok KC.
L'obtention de la nationalité hongroise en 2016 lui permet de prétendre à une sélection en équipe de Hongrie.
Elle rejoint Győri ETO KC en décembre 2016 pour compenser le départ d'Heidi Løke pour cause de grossesse. À l'issue de la saison, marquée par la victoire en Ligue des champions et en championnat de Hongrie, elle retourne au Siófok KC.
En 2019, Asma Elghaoui rejoint le club roumain du SCM Râmnicu Vâlcea. À l'issue de sa première année en Roumanie, elle est élue meilleure pivot de la Ligue des champions de la saison 2019-2020 et nommée dans l'équipe all-stars.

## Palmarès

### En club
Compétitions internationales
- Vainqueur de la Ligue des champions en 2017 (avec Győri ETO KC)
- Vainqueur de la coupe EHF en 2019 (avec Siófok KC)

Compétitions nationales
- Championne de Hongrie en 2017 (avec Győri ETO KC)
- Finaliste de la coupe de Hongrie en 2017 (avec Győri ETO KC)
- Coupe de Roumanie en 2020 (avec SCM Râmnicu Vâlcea)
- Supercoupe de Roumanie en 2020 (avec SCM Râmnicu Vâlcea)

### En sélection
Championnats d'Afrique des nations
- Médaille d'or au championnat d'Afrique 2014
- Médaille d'argent au championnat d'Afrique 2012

Championnats du monde
- 14e place au championnat du monde 2009
- 18e place au championnat du monde 2011
- 17e place au championnat du monde 2013

## Distinctions individuelles
- Élue meilleure pivot du championnat d'Afrique 2012
- Élue meilleure pivot de la Ligue des champions 2019-2020